# Термы Антонина
Термы Антонина — крупнейшие термы в Тунисе, построенные во II веке в древнем городе Карфаген. Объект всемирного наследия ЮНЕСКО. Расположены на берегу Средиземного моря.

## История
Были построены в 146-162 годах по образцу терм Траяна в Риме. Это были первые термы, построенные в Карфагене. Ванны были разрушены в 439 году.
Сейчас эти термы можно посетить как часть археологического парка.